# Dwango
Dwango Co., Ltd. (株式会社ドワンゴ) est un groupe de télécommunications et de médias basé au Japon et créé par Nobuo Kawakami (ja). La société est une filiale à part entière de Kadokawa Corporation.
Les actionnaires majoritaires de Dwango jusqu'à sa fusion avec Kadokawa Corporation comprenaient Nobuo Kawakami, Kadokawa Corporation et Avex Group. Dwango gère le populaire site de partage de vidéos japonais Niconico.

## Historique
Elle est issue de DWANGO (en), un service américain de jeux vidéo multijoueurs en ligne et qui fut fermé en 1998.
La société est également propriétaire à part entière du développeur de jeux vidéo Spike Chunsoft, issu de la fusion de Spike et Chunsoft en 2012, deux sociétés que Dwango a acheté en 2005.
En novembre 2013, il a été confirmé que Nintendo avait acheté 1,5% des actions de la compagnie à la demande de Nobuo Kawakami,.
Le 14 mai 2014, il a été indiqué que Kadokawa Corporation et Dwango fusionneraient le 1er octobre 2014 et formeraient la nouvelle société holding Kadokawa Dwango Corporation. Kadokawa et Dwango sont toutes deux devenues des filiales de la nouvelle société,,,.
En février 2019, Kadokawa Dwango a annoncé que Dwango cesserait d'être sa filiale pour être une filiale directe de Kadokawa Corporation dans le cadre d'une réorganisation de l'entreprise.
En juillet 2019, Mages. a été acquise par le PDG du concept studio Chiyomaru Studio, Chiyomaru Shikura, et a cessé d'être une filiale de Dwango et ne fait plus partie du groupe Kadokawa.